# Protectorado de Toda Palestina
El Protectorado de Toda Palestina, o simplemente Toda Palestina, también conocido como Protectorado de Gaza y Franja de Gaza, fue un Estado cliente de corta duración con reconocimiento limitado, correspondiente al área de la actual Franja de Gaza, que se estableció en el área capturada por el Reino de Egipto durante la guerra árabe-israelí de 1948 y se le permitió regir como un protectorado bajo el Gobierno de Toda Palestina. El Protectorado se declaró el 22 de septiembre de 1948 en la ciudad de Gaza y se formó el Gobierno de Palestina. El primer ministro de la administración con sede en Gaza fue Ahmed Hilmi Pasha y el presidente fue Amin al-Husayni, expresidente del Alto Comité Árabe. En diciembre de 1948, solo tres meses después de la declaración, el Gobierno de Palestina fue reubicado en El Cairo y nunca se le permitió regresar a Gaza, lo que lo convirtió en un gobierno en el exilio. Con una resolución adicional de la Liga Árabe para poner a la Franja de Gaza bajo el protectorado oficial de Egipto en 1952, el Gobierno de Palestina fue despojado gradualmente de autoridad. En 1953, el gobierno se disolvió nominalmente, aunque el primer ministro palestino Hilmi continuó asistiendo a las reuniones de la Liga Árabe en su nombre. En 1959, el protectorado se fusionó de jure en la República Árabe Unida, mientras que de facto convirtió a Gaza en una zona de ocupación militar de Egipto.
Existen diferencias de opinión sobre si el Protectorado de Toda Palestina fue un mero títere o fachada de la ocupación egipcia, con una financiación o influencia independiente insignificante, o si fue un intento genuino de establecer un estado palestino independiente. Aunque el Gobierno de Toda Palestina reclamó jurisdicción sobre todo el antiguo mandato británico de Palestina en ningún momento su jurisdicción efectiva se extendió más allá de la Franja de Gaza, con Cisjordania anexionada por Transjordania e Israel con el resto. El Protectorado de Toda Palestina dependía completamente del gobierno egipcio para su financiación y del UNRWA para aliviar la difícil situación de los refugiados palestinos en la Franja de Gaza. En realidad, durante la mayor parte de su existencia, el Protectorado de Palestina estuvo bajo la administración egipcia de facto, aunque Egipto nunca hizo ningún reclamo ni anexó ningún territorio palestino.

## Nombre
Según Zvi Elpeleg, el término Toda Palestina fue acuñado para evitar cualquier posible crítica por parte del rey jordano Abdallah Husayn de que el establecimiento de un gobierno palestino significaba la aceptación del plan de partición.

## Historia
El protectorado se estableció en el área del enclave de Gaza capturada por el Reino de Egipto durante la guerra árabe-israelí de 1948. Toda Palestina fue declarada el 22 de septiembre de 1948 en la ciudad de Gaza, y se formó el Gobierno de Toda Palestina. El primer ministro de la administración con sede en Gaza fue Ahmed Hilmi Pasha y el presidente fue Amin al-Husayni, expresidente del Alto Comité Árabe. En diciembre de 1948, solo tres meses después de la declaración, el Gobierno de Palestina fue reubicado en El Cairo y nunca se le permitió regresar a Gaza, lo que lo convirtió en un gobierno en el exilio. Con una resolución adicional de la Liga Árabe para poner a la Franja de Gaza bajo el protectorado oficial de Egipto en 1952, el Gobierno de Palestina fue despojado gradualmente de autoridad. En 1953, el gobierno se disolvió nominalmente, aunque el primer ministro palestino Hilmi continuó asistiendo a las reuniones de la Liga Árabe en su nombre. En 1959, el protectorado se fusionó de jure en la República Árabe Unida, mientras que de facto convirtió a Gaza en una zona de ocupación militar de Egipto.

## Estado legal
Ernest A. Gross, asesor legal del Departamento de Estado de los Estados Unidos, Escribió un memorando para el gobierno de los Estados Unidos titulado Reconocimiento de nuevos estados y gobiernos en Palestina, con fecha del 11 de mayo de 1948. Expresó la opinión de que "las comunidades árabes y judías serán legalmente titulado el 15 de mayo de 1948 (fecha de vencimiento del mandato británico) para proclamar estados y organizar gobiernos en las áreas de Palestina ocupadas por las comunidades respectivas". Gross también dijo que "la ley de las naciones reconoce un derecho inherente de las personas que carecen de las agencias e instituciones de control social y político para organizar un estado y operar un gobierno".
Aunque este es un principio generalmente aceptado del derecho internacional, la opinión de Gross fue solo un consejo interno del gobierno de los Estados Unidos. En cualquier caso, el Mandato Británico expiró el 15 de mayo de 1948. Aparte del Alto Comité Árabe, que fue restablecido en 1945 por la Liga Árabe, la comunidad árabe palestina no tenía gobierno ni estructura administrativa o militar unificada. Se basó en el objetivo declarado por la Liga Árabe el 12 de abril de 1948 y la expectativa de que los ejércitos árabes prevalecerían sobre la comunidad judía palestina. Sin embargo, a medida que avanzaba la guerra, la ineficacia del Comité se hizo evidente.
Cuando parecía que las fuerzas árabes no derrotarían a las fuerzas israelíes (y con el Rey Abdullah I de Transjordania tomando medidas para anexar Cisjordania), se tomaron nuevas medidas políticas en forma de resucitar al Gobierno de Toda Palestina. Al final de la guerra, sin embargo, el Alto Comité Árabe se había vuelto políticamente irrelevante.
Existen diferencias de opinión sobre si el Protectorado de toda Palestina fue un mero títere o fachada de la ocupación egipcia, con una financiación o influencia independiente insignificante, o si fue un intento genuino de establecer un estado palestino independiente. Aunque el Gobierno de Toda Palestina reclamó jurisdicción sobre todo el antiguo Mandato Británico de Palestina en ningún momento su jurisdicción efectiva se extendió más allá de la Franja de Gaza, con Cisjordania anexionada por Jordania e Israel con el resto. El Protectorado de toda Palestina dependía completamente del gobierno egipcio para su financiación y del UNRWA para aliviar la difícil situación de los refugiados palestinos en la Franja de Gaza. El gobierno de toda Palestina se mudó a El Cairo a fines de 1948, donde se convirtió en un gobierno en el exilio y se desmoronó gradualmente debido a su impotencia, cuatro años después se convirtió en un departamento de la Liga Árabe. Finalmente se disolvió en 1959 por decreto de Gamal Abdel Nasser.

## Relaciones exteriores
Egipto, que manipuló su formación, reconoció a Toda Palestina el 12 de octubre, seguido de Siria y el Líbano el 13 de octubre, Arabia Saudita el 14 y Yemen el 16. La decisión de Irak de hacer lo mismo se hizo formalmente el día 12, pero no se hizo pública. Tanto Gran Bretaña como los Estados Unidos respaldaron a Jordania, y los Estados Unidos dijeron que el papel del mufti en la Segunda Guerra Mundial no podía ser olvidado ni perdonado.
La guerra árabe-israelí de 1948 llegó a su fin con el Acuerdo de Armisticio Israel-Egipto del 24 de febrero de 1949, que fijó los límites de la Franja de Gaza. El Gobierno de Toda Palestina no fue parte en el Acuerdo ni participó en su negociación.

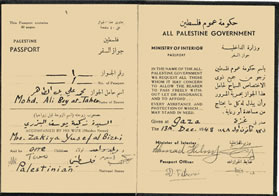
Pasaporte palestino del Gobierno de Toda Palestina, 1948.

En realidad, durante la mayor parte de su existencia, el Protectorado de Palestina estuvo bajo la administración egipcia de facto, aunque Egipto nunca hizo ningún reclamo ni anexó ningún territorio palestino. Egipto no ofreció a los palestinos de Gazan la ciudadanía. A los palestinos que viven en la Franja de Gaza y Egipto se les expidieron pasaportes de toda Palestina, y no se les permitió moverse libremente a Egipto. Sin embargo, estos pasaportes solo fueron reconocidos por seis países árabes. Los pasaportes dejaron de emitirse cuando se disolvió el Gobierno de Palestina, aunque algunos países continuaron reconociéndolos durante algún tiempo.

## Gobierno y política

### Gobierno
El Gobierno de Toda Palestina fue establecido por la Liga Árabe el 22 de septiembre de 1948 durante la guerra árabe-israelí de 1948 para gobernar el Protectorado de Toda Palestina. Pronto fue reconocido por todos los miembros de la Liga Árabe, excepto Transjordania. Aunque se declaró que la jurisdicción del Gobierno cubría la totalidad del anterior Mandato de Palestina, su jurisdicción efectiva se limitó al Protectorado de Toda Palestina (Franja de Gaza). El primer ministro de la administración con sede en Gaza fue Ahmed Hilmi Pasha, y el presidente fue Amin al-Husayni, expresidente del Alto Comité Árabe.
El nuevo gobierno no tenía administración, ni servicio civil, ni dinero, ni un verdadero ejército propio. Adoptó formalmente la Bandera de la Revuelta Árabe que habían usado los nacionalistas árabes desde 1917 y revivió al Ejército de la Guerra Santa con el objetivo declarado de liberar Palestina. El gobierno fue disuelto por Egipto en 1953, conservando solo la oficina del primer ministro.

### Consejo Nacional
El Consejo Nacional de Toda Palestina, oficialmente Consejo Nacional Palestino (CNP). Fue convocado en Gaza el 1 de octubre de 1948, bajo la presidencia de Amin al-Husayni. El Consejo aprobó una serie de resoluciones que culminaron el 1 de octubre de 1948 con una declaración de independencia sobre toda Palestina, con Jerusalén como su capital. El consejo sirvió al brazo legislativo del Protectorado de Toda Palestina.

## Fuerzas armadas
El Gobierno de Toda Palestina revivió el Ejército de la Guerra Santa con el objetivo declarado de "liberar Palestina". Sin embargo, el Ejército nunca se recuperó de la derrota de la guerra de Palestina de 1947-1949 y, de hecho, fue una colección de milicias palestinas fedayines.

## Geografía
La Franja de Gaza era la única área del antiguo territorio del Mandato Británico que estaba bajo el control nominal del Gobierno de Palestina. El resto del territorio del Mandato Británico se convirtió en parte de Israel o Cisjordania, anexado por Transjordania (una medida que no fue reconocida internacionalmente, excepto por el Reino Unido).

## Disolución y consecuencias
En 1959, el protectorado se fusionó de jure en la República Árabe Unida, mientras que de facto convirtió a Gaza en el área de ocupación militar de Egipto.
En 1957, la Ley Básica de Gaza estableció un Consejo legislativo que podría aprobar leyes que fueron entregadas al alto administrador general para su aprobación. En 1962, se celebraron elecciones en la Gaza ocupada por Egipto y 22 miembros palestinos fueron elegidos en el Consejo.

## Lectura adicional
- Shlaim, Avi (1990). "The rise and fall of the All-Palestine Government in Gaza." Journal of Palestine Studies. 20: 37–53.
- Shlaim, Avi (2001). "Israel and the Arab Coalition." In Eugene Rogan and Avi Shlaim (eds.). The War for Palestine (pp. 79–103). Cambridge: Cambridge University Press. ISBN 0-521-79476-5

- Datos: Q29075570